# Varvažovská Paseka
Varvažovská Paseka (německy Paseka) je osada v okrese Písek v Jihočeském kraji. Je součástí obce Varvažov a leží ve dvou katastrálních územích: naprostá většina osady připadá kú Varvažov, ale malá část s domy čp. 27, 47 a 54 náleží již kú Zbonín. Osada se nachází asi 10 km severovýchodně od Mirotic a asi 20 km severovýchodně od Písku.
V osadě je registrováno 28 čísel popisných. Prochází jí silnice III/12120. Nacházejí se zde dva kříže a malý rybník.